# Indosylvirana milleti
Espèce
Synonymes
- Rana milleti Smith, 1921
- Hylarana milleti (Smith, 1921)
- Rana bannanica Rao & Yang, 1997

Statut de conservation UICN

 LC  : Préoccupation mineure
Indosylvirana milleti est une espèce d'amphibiens de la famille des Ranidae.

## Répartition
Cette espèce se rencontre :
- dans le sud-ouest du Cambodge ;
- en Thaïlande ;
- dans le sud du Viêt Nam.

Sa présence est incertaine au Laos et en République populaire de Chine.

## Étymologie
Cette espèce est nommée en l'honneur de Fernand Millet, surintendant des forêts de l'Annam auprès du gouvernement français.

## Publication originale
- Smith, 1921 : New or Little-known Reptiles and Batrachians from Southern Annam (Indo-China). Proceedings of the Zoological Society of London, vol. 1921, p. 423-440 (texte intégral).